# MÁV D281
A MÁV D281 egy keskeny nyomtávolságú mozdony volt az egykori Úttörővasúton.

## Története
A járművet ismeretlen időpontban gyártották az Alföldi Első Gazdasági vasút részére. A mozdony egyedi darab volt és eredetileg benzinmotorral szerelték, melyet 1948-ban lecseréltek egy 150 LE-s OML 674-es dízelmotorra.
Ugyanebben az évben a mozdonyt (illetve néhány személykocsit is) a budapesti Úttörővasútra szállították, hogy a megnyitást követően ott szolgáljon. Sajnos a konstrukció nem vált be, sok problémát okozott a mozdony nagy súlya, valamint a 3 tengelyes kivitelezése is, ami a hegyi pályára egyáltalán nem volt alkalmas.
A mozdonyt viszonylag hamar visszaszolgáltatták az akkor már MÁV Alföldi Kisvasút néven üzemelő gazdasági vasútnak, ahol pár évvel később selejtezték, majd szétvágták azt.